# دص (دبا)
دص منطقة سكنية تقع في ولاية دبا، التابعة لمحافظة مسندم في سلطنة عمان. يقدر عدد سكانها بـ 80 نسمة حسب إحصاء عام 2019 التابع للمركز الوطني للإحصاء والمعلومات الحكومي. رمز المنطقة هو 30210330.

## الوصلات الخارجية
- المركز الوطني للإحصاء والمعلومات، سلطنة عمان